# Marco Júnio Silano (cônsul em 15)
Marco Júnio Silano (em latim: Marcus Iunius Silanus; 26 a.C.–37 (62 anos)), mais conhecido como Marco Silano, foi um senador romano da gente Júnia nomeado cônsul sufecto em 15 no lugar de Caio Norbano Flaco. É famoso principalmente por que sua filha, Júnia Claudila, foi a primeira esposa do imperador Calígula.

## História
Marco Silano era irmão de Décimo Silano, exilado pelo Imperador Augusto porque teve um caso com a neta do imperador, Júlia, a Jovem. Segundo Ronald Syme, Caio Júnio Silano, cônsul em 10, também era irmão de Silano.
Historiadores antigos consideravam Silano um homem muito respeitado. Quando Tibério chegou ao poder, sempre que recebia uma apelação de uma decisão de Silano ele invariavelmente a rejeitava confiando no julgamento de Silano e enviava o caso de volta a ele. Silano também tinha a honra de ser o primeiro a votar no Senado e, por influência sua, Décimo voltou do exílio nesta época.
Em 33, sua filha, Júnia Claudila, se casou com o futuro imperador Calígula e ela morreu em 36 ou começo de 37, antes de ele chegar ao trono. Apesar disto, Silano continuou a tratá-lo como seu filho. Em novembro ou dezembro de 37, Calígula ordenou que ele fosse executado por razões desconhecidas. Segundo Suetônio, ele teria tramado contra o imperador. Já Fílon afirma que o imperador simplesmente não gostava dele. Dião Cássio relata que Silano teria se matado antes de ser executado.